# Sac de malla

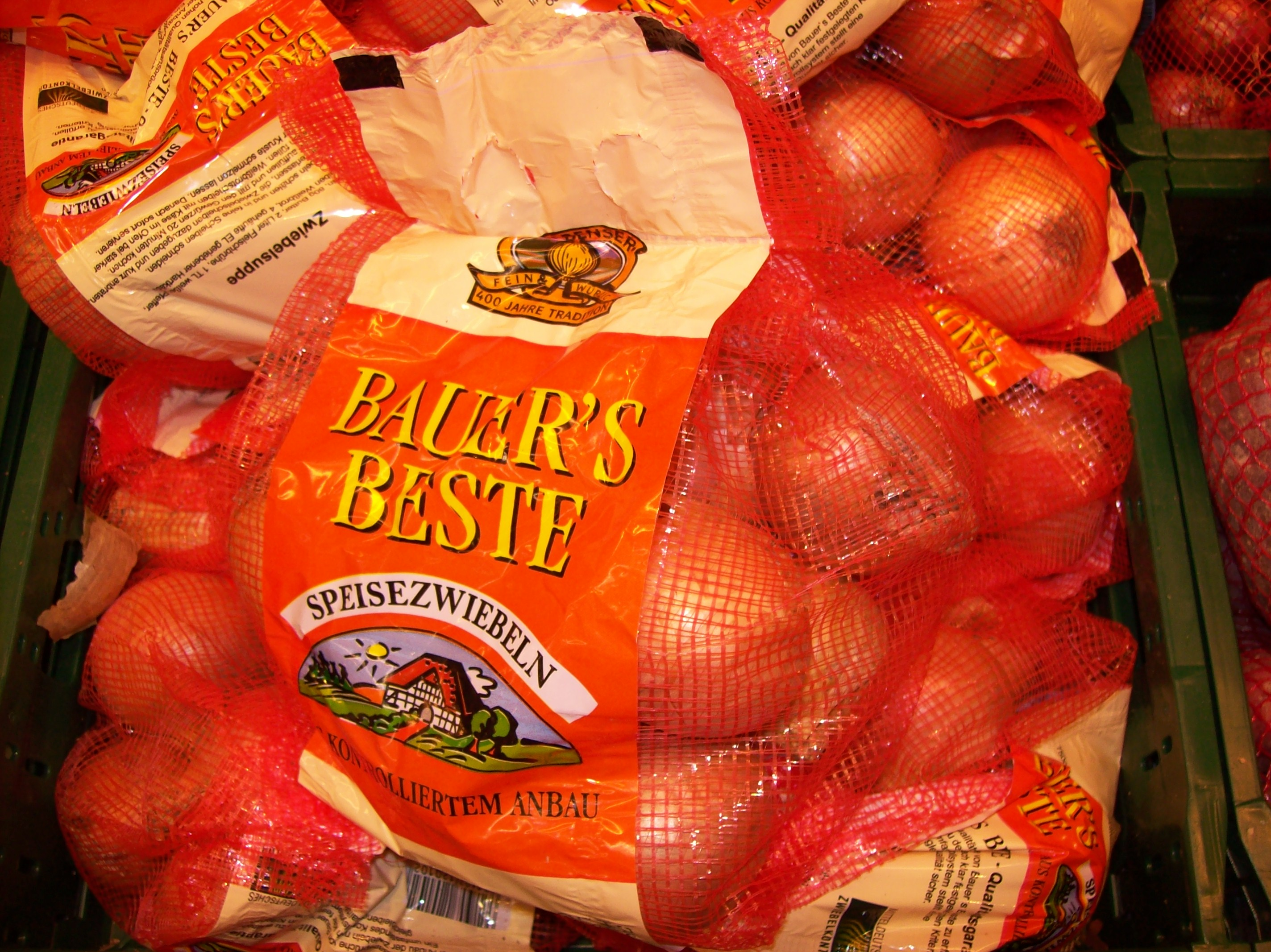
Sac de malla amb cebes

Un sac de malla és un embalatge de malla de plàstic que s'utilitza per a distribuir diferents articles des del magatzem del majorista fins als llocs de venda, representant el sector horto-fructícola el seu mercat més important patates, cebes, alls, taronges, llimones, etc.
Un dels requisits principals per a utilitzar malla és que els productes no alterin les seves propietats al fregar i colpejar en la seva manipulació i transport.

## Materials
Els principals materials de fabricació són: 
- poliamida (pa)
- polietilè (pe)
- polipropilè (PP).

La malla es presenta en diversos colors i mides adaptant-se a les característiques del producte i constituint en si mateixa una unitat de venda. A l'exterior, se li adossa una etiqueta de plàstic on s'imprimeix el nom i la marca del producte així com altres dades obligatòries. Avui dia la identificació per RFID també ha arribat als sacs de malles amb els codis QR EAN 128 o adherint un tag RFID a l'etiqueta plàstica amb la qual cosa conforma l'etiqueta RFID de cada sac de malla.

## Formats
Els sacs de malla es presenten en dos formats: 
- Malla extruïda . Més densa i compacta. Dins aquest tipus es pot dividir en:
  - Malla de 2 fils, la qual té forma de rombe que al seu torn se subdivideix en monorientada i no orientada. La malla orientada té una gran resistència en el sentit de lorientació.
  - Malla de 3 fils, té forma de rombe però a més té un fil vertical que li dóna més resistència a l'elongació en aquesta direcció
- Malla teixida .